# Dmitri Kruglov
Dmitri Kruglov, né le 24 mai 1984 à Tapa en République socialiste soviétique d'Estonie, est un footballeur estonien, issu de la minorité russe, qui joue au poste de latéral gauche, mais a aussi connu des périodes plus haut sur le terrain comme ailier.
Il est également membre de l'Équipe d'Estonie de football avec plus de 100 sélections à son actif. Il est connu pour son tir puissant, car il prend souvent les coups francs en club et en équipe nationale.

## Carrière

### FC Levadia Tallinn
En 2003, à l'âge de 18 ans, Kruglov a commencé sa carrière professionnelle au FC Levadia Tallinn, l'un des plus grands clubs en Estonie. À l'âge de 21 ans, après trois saisons à Levadia Tallinn, Kruglov a décidé de changer d'horizon.

### Lokomotiv Moscou
Le 8 juin 2005, il a signé un contrat de 5 ans avec le club russe du Lokomotiv Moscou. Il a joué son premier match de Russian Premier League le 3 juillet 2005, pour une victoire 4-0 sur le Terek Grozny. Mais bientôt il tomba en disgrâce aux yeux de l'entraîneur et a passé la deuxième partie de la saison en prêt au FC Kouban Krasnodar, mais n'y a pas joué un seul match. À la mi-2007, il fut de nouveau prêté, cette fois au Torpedo Moscou où il a joué 14 matchs de championnat.

### L'Azerbaïdjan
Le 29 février 2008, Kruglov a été prêté avec option d'achat au FK Neftchi Bakou. À la fin de la saison, le club azéri lève l'option d'achat.
Après deux saisons, il s'engage avec l'autre club de la capitale azérie, le FK Inter Bakou champion d'Azerbaïdjan en titre.

## Carrière internationale
Sélectionné 95 fois pour 3 buts marqués en équipe d'Estonie, il a débuté le 12 octobre 2004, lors d'un match contre la Lettonie pendant les qualifications de la Coupe du monde 2006.

## Palmarès
FC Levadia Tallinn
- Championnat d'Estonie (3) : 2004, 2013, 2016
- Coupe d'Estonie (1) : 2004

 FC Infonet Tallinn
- Coupe d'Estonie (1) : 2017

 FK Inter Bakou
- Coupe de la CEI (1) : 2011